# Lilla Risken
Lilla Risken är en sjö i Hedemora kommun i Dalarna och ingår i Dalälvens huvudavrinningsområde.